# کارتون پویانمایی‌شده

کره زمین منقش به پرچم کشورهای گوناگون به صورت پویانمایی‌شده.

کارتون پویانمایی شده (به انگلیسی: Animated cartoon) فیلمی است که برخلاف پویانمایی عمومی، از پشت‌هم‌گذاشتن نقاشی‌های فراوان تشکیل شده‌است. این فیلم‌ها معمولاً برای سینما یا به صورت سریال‌های تلویزیونی ساخته می‌شوند. این نوع پویانمایی می‌توانند با خمیر یا شخصیت عروسکی نیز ساخته شوند.

## سرآغاز
نخستین نمونه‌های کارتون‌های پویانمایی‌شده در دوران پارینه سنگی و در درون غارها یافت می‌شود که جانورانی با چندین پا بر دیوار غارها رسم شده‌است.

## نگارخانه

یک صفحهٔ پویانمایی فریب‌بین اولیه از سال ۱۸۹۳، اثر ادوارد مایبریج
نمایش رقص والس با فریب‌بین
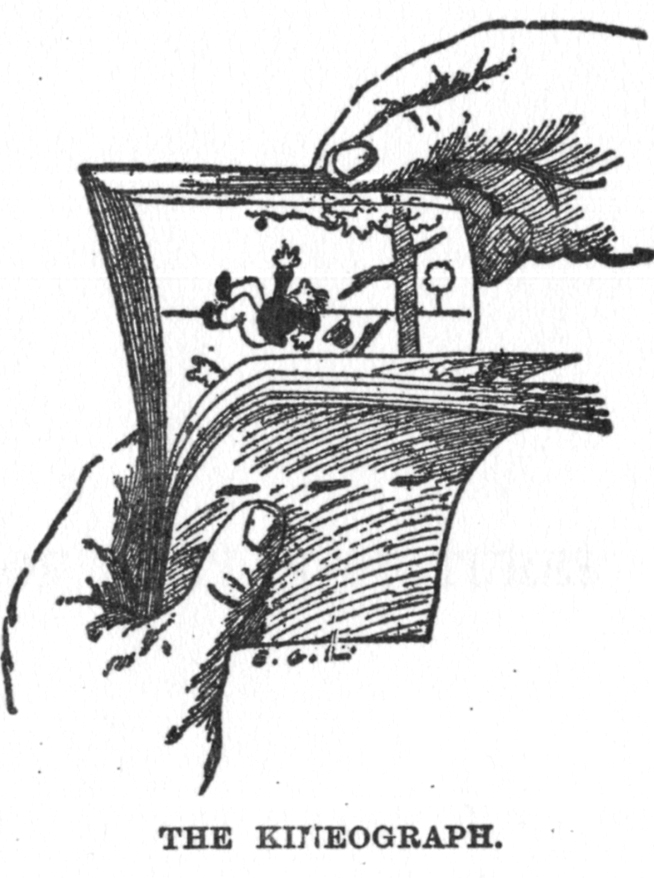
ورق‌های پویانما اثر لینه (Linnet)،‏ ۱۸۸۶
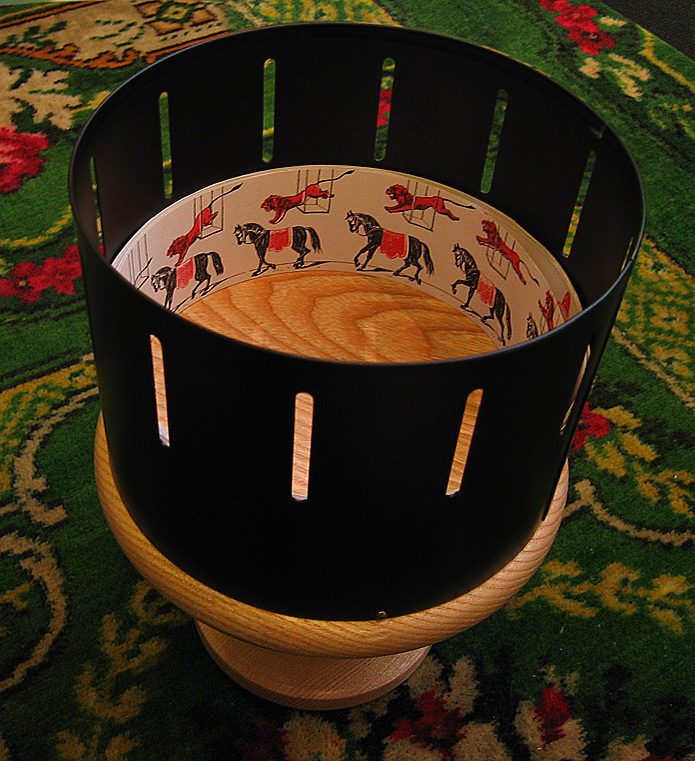
یک زنده‌گرد نوینِ ویکتوریایی از سال ۱۸۳۴